# François II d'Allonville d'Oysonville
Pour les articles homonymes, voir Allonville (homonymie).
François II d'Allonville d'Oysonville, né en 1529 au château d’Oysonville et mort en 1615, est un seigneur d'Oysonville et de Vertron, chevalier de l’Ordre du Roy, député de la noblesse aux États généraux de 1560 à Orléans, et aux États généraux de 1588-1589 à Blois. Il joue un rôle dans les guerres d'Italie sous Henri II et il est l'un des chefs catholiques (partisan de la Ligue) pendant les guerres de Religion, avant de se rallier à Henri IV. 

## Biographie

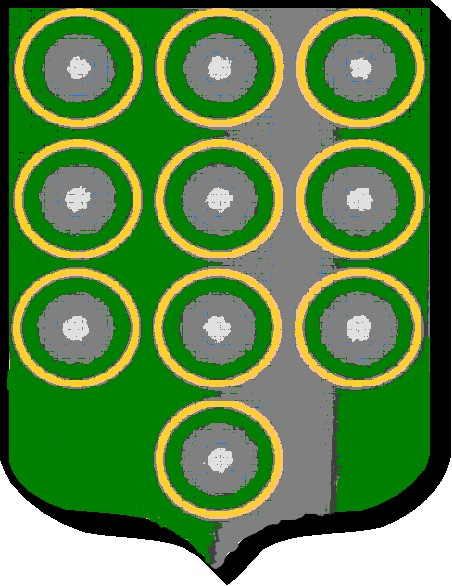
Blason de Billy de Prunay..

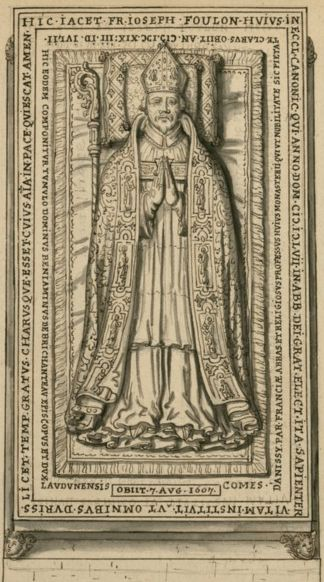
Tombeau de marbre noir de Benjamin de Brichanteau, neveu de François II d'Allonville d'Oysonville.

Sieur d'Oysonville et de Vertron. Vertron est un fief appartenant à la famille d'Allonville depuis le XIe siècle. Outre le hameau de Vertron, il est composé de ceux des Entonnoirs, des Brissets, des Étangs, dans la paroisse de Montacher. Les d'Allonville perçoivent 100 livres sur les droits seigneuriaux, afferment les bois, étangs et les terres. Ils touchent aussi les dîmes et les champarts. Cette terre leur rapporte 2 684 livres tous les ans jusqu'à la Révolution.
Il est chevalier de l’Ordre du Roy, comme certains de ses ancêtres. Par lettres datées du 26 septembre 1570, le roi Charles IX de France donne avis au sieur d’Oysonville que les chevaliers de son ordre l’ont élu en leur compagnie et lui mande qu’il a envoyé au sieur de Clervaux le collier dudit ordre pour lui présenter.
François II joue un rôle assez important dans les guerres d'Italie, en particulier la dixième (1552-1556) et la onzième (1556-1559), sous Henri II (1547-1559) et il est connu aussi comme l'un des chefs catholiques pendant les guerres de Religion.
François II d'Allonville d'Oysonville est un partisan de la Ligue qui va se rallier à Henri IV. Il est député de la noblesse d’Étampes aux États généraux de 1560 à Orléans et aux États généraux de 1588-1589 à Blois. Gentilhomme de la chambre du Roi. Il a l’honneur de recevoir plusieurs fois Henri IV dans le château de sa famille à Oysonville. Henri IV  aimait beaucoup ce seigneur.
François II d'Allonville d'Oysonville joue un rôle assez important dans les Guerres d'Italie, en particulier la dixième (1552-1556) et la onzième (1556-1559), sous Henri II (1547-1559). Il est connu aussi comme l'un des chefs catholiques pendant les guerres de religion. François II d'Allonville d'Oysonville est un partisan de la Ligue qui va se rallier à Henri IV.[réf. nécessaire]
Il rend hommage du fief de Vertron, pour lui et ses frères et sœurs, le 1er avril 1557, il a l’honneur d’être fait chevalier de l'Ordre du Roy, le 26 septembre 1570, puis député de la noblesse aux États généraux de 1560 à Orléans, et député du bailliage et duché d'Étampes, secrétaire de la chambre de la noblesse aux États généraux de 1588-1589 à Blois[réf. à confirmer][réf. incomplète]. Jehan II d'Allonville de Réclainville, son cousin sera désigné député aux États généraux de 1593. François II d'Allonville est gouverneur à la fin de sa vie des villes et du duché d'Étampes.[réf. nécessaire]

## Famille et descendance

### Mariages
François II d'Allonville épouse à Étampes, par contrat du 19 octobre 1559, Jeanne du Monceau (1540-11 novembre 1560, château d'Oysonville), dame d'Oysonville. Elle est la fille de François du Monceau, seigneur de Saint-Cyr et de Fontainebleau en partie, chevalier de l’Ordre du Roy, lieutenant de la compagnie des cent gentilshommes de la Maison du roi[réf. nécessaire]. Sa mère Antoinette de Courtenay est fille de Jehan de Courtenay, sieur de Bléneau[réf. incomplète]. La dalle funéraire de Jeanne du Monceau est en l'église d'Oysonville.
Veuf, François II d'Allonville d'Oysonville se remarie, par contrat du 14 mai 1564, avec Jeanne de Billy (1545-14 avril 1620), dame de Vertron, fille de Louis de Billy, seigneur de Prunay, gouverneur pour le roi de la ville de Guise, chevalier de l’Ordre du Roy, et de Marie de Brichanteau.
Elle est la sœur de Geoffroy de Billy, évêque-duc de Laon (1598-1612) et pair ecclésiastique de France, qui traduit du latin et de l'espagnol en français quelques ouvrages de dévotion et l’écrivain et ecclésiastique Jacques de Billy de Prunay. 
Geoffroy de Billy est aussi député aux états-généraux de Blois de 1576 à 1577 et de 1588 à 1589 et participe à la conférence de Suresnes.
La dalle funéraire de ses beaux-parents Louis de Billy et Marie de Brichanteau est en l'église Saint-Denis de Prunay-le-Gillon. 
François II d'Allonville et Jeanne de Billy sont les oncle et tante de Benjamin de Brichanteau, évêque-duc de Laon (1612-1619) et pair ecclésiastique de France et de Philibert de Brichanteau évêque-duc de Laon (1620-1652 et pair ecclésiastique de France.

### Descendance
François II et Jeanne du Monceau n'ont qu'une fille, Gabrielle d'Allonville, dame du Monceau, de Saint-Cyr, de Fontainebleau, en partie, terre qu'elle vend à Henri IV.[réf. nécessaire]
François et Jeanne de Billy ont les enfants suivants[réf. nécessaire] : 
- Geoffroy d'Allonville d'Oysonville (1565-1599). Né au château d'Oysonville, il commande une compagnie de chevau-légers et porte le titre de baron d'Oysonville. Il se met au service de  l’empereur Rodolphe II, et meurt en 1599 dans une bataille en Hongrie, contre les turcs Ottomans[réf. à confirmer][réf. incomplète][16].
- Jacques d'Allonville d'Oysonville (né en 1568)
- Claude d'Allonville d'Oysonville (1569-1602), né au château d'Oysonville est seigneur de Mauregard, Il se met au service de l’empereur Rodolphe II, et meurt en 1602 dans une bataille en Hongrie, contre les turcs Ottomans. Certainement en juin 1602 et lors de la victoire du Saint-Empire qui lui permet d’annexer la Transylvanie.
- Jeanne d'Allonville (1572-1636) succède indirectement à sa tante, Marguerite de Billy, morte en 1596, comme abbesse de l'abbaye du Mont-Sainte-Catherine de Provins
- Claude d'Allonville (1573- ?), sieur de Mauregard à la mort de son frère
- Étienne d'Allonville, seigneur d'Ezeaux, près d'Étampes.
- Pierre d'Allonville est seigneur de Vertron.
- Louise d'Allonville d'Oysonville se marie avec Jean Hurault de l'Hospital (1576-1636).
- Françoise d'Allonville se marie avec Jacques Lenfant.
- Odette d'Allonville, religieuse à Pont-Sainte-Maxence.
- Anne d'Allonville (1580-1645), abbesse des Cordelières au Mont Sainte-Catherine les Provins, à la mort de sa sœur, Jeanne d'Allonville, en 1636.